# Григорьев, Фёдор Фёдорович
Фёдор Фёдорович Григорьев (1862 — ?) — русский военный деятель, генерал-майор (1917). Герой Первой мировой войны.

## Биография
В службу вступил в 1882 году после окончания 3-й Одесской гимназии. В 1884 году после окончания Одесского военного училища по II разряду произведён в прапорщики и подпоручики и выпущен в 36-й резервный пехотный батальон. 
В 1888 году произведён в поручики, в 1895  году в штабс-капитаны, в 1900 году в капитаны — командир роты.  В 1910 году произведён в подполковники — командир батальона Крымского 73-го пехотного полка. 
С 1914 года участник Первой мировой войны во главе своего батальона. В 1915 году за боевые отличия произведён в полковники — командир Севастопольского 75-го пехотного полка. 15 сентября 1917 года за боевые отличия произведён в генерал-майоры.

Высочайшим приказом от 24 апреля 1915 года за храбрость награждён орденом Святого Георгия 4-й степени:
За то, что при штурме Седлиской группы фортов Перемышля с 24 на 25 сентября, под сильным огнем противника прорвался через искусственные преграды и провел свой батальон

Высочайшим приказом от 10 ноября 1915 года за храбрость награждён Георгиевским оружием: 
За то, что  23 января 1915 года при атаке неприятельской позиции у с. Борро, командуя 6-ю ротами при чрезвычайно тяжелых условиях местности, под сильным ружейным и пулеметным огнем, взял штыковым ударом выс. 450, чем открыл дорогу на Мезолаборч

## Награды
- Орден Святого Станислава 3-й степени  (ВП 1892)
- Орден Святой Анны 3-й степени  (ВП 01.01.1906)
- Орден Святой Анны 2-й степени с мечами (ВП 04.03.1915)
- Орден Святого Георгия 4-й степени (ВП 24.04.1915)
- Орден Святого Владимира 4-й степени с мечами и бантом (ВП 19.06.1915)
- Георгиевское оружие (ВП 10.11.1915)
- Орден Святого Владимира 3-й степени с мечами (ВП 05.04.1916)